# Річард Корбен
Річард Корбен (англ. Richard Corben; 1 жовтня 1940 – 2 грудня 2020) — американський ілюстратор і художник коміксів, найбільш відомий своїми коміксами, представленими в журналі Heavy Metal, особливо серіалом Den, який був представлений у першій екранізації журналу в 1981 році. Він був переможцем премії Spectrum Grand Master Award 2009 та Гран-прі 2018 в Ангулемі. У 2012 році він був обраний до Зали слави премії Вілла Айснера.

## Життєпис
Річард Корбен народився на фермі в Андерсоні, штат Міссурі, і здобув ступінь бакалавра образотворчих мистецтв в Інституті мистецтв Канзас-Сіті в 1965 році. У той же час він тренувався в бодібілдингу, але врешті-решт пішов з мистецтва з невеликими досягненнями через брак часу, щоб присвятити себе цьому.
Після роботи професійним мультиплікатором у Calvin Productions у Канзас-Сіті Корбен почав писати та ілюструвати андеґраундні комікси, зокрема Grim Wit, Slow Death, Skull, Rowlf, Fever Dreams та свою власну антологію Fantagor. У 1970 році він почав ілюструвати історії жахів і науково-фантастичні історії для видавництва Warren Publishing. Його оповідання з'явилися в Creepy, Eerie, Vampirella, 1984 та Comix International. Він також розфарбував кілька епізодів фільму Вілла Ейснера «Дух». Усі історії та обкладинки, які він написав для Creepy and Eerie, були перевидані Dark Horse Books в одному томі: Creepy Presents Річарда Корбена. Три історії, які він намалював для Vampirella, були передруковані Dynamite Entertainment у Vampirella Archives Vol. 5.
У 1975 році, коли Мебіус, Дрюйє та Жан-П'єр Діонне почали видавати у Франції журнал Métal Hurlant, Корбен надіслав їм деякі зі своїх оповідань. Він продовжив роботу для франшизи в Америці, де журнал називався Heavy Metal. Цього ж 1975 року добірку його чорно-білих андеграундних коміксів було зібрано у твердій обкладинці як The Richard Corben Funnybook від Nickelodeon Press у Канзас-Сіті. У 1976 році він адаптував коротке оповідання Роберта Говарда в ранньому графічному романі Бладстар.
Серед історій, намальованих для Heavy Metal, він продовжив сагу про свій найвідоміший твір, Ден, який розпочався в короткометражному фільмі Ніде і оповідання в підпільному виданні Grim Wit № 2. Сага про Дена — фентезійна серія про пригоди молодого ботаніка зі зниженою вагою, який подорожує до Ніколи, всесвіту, який надихає від Гіборійської ери Роберта Говарда, Барсума Едгара Райса Берроуза та жахливих вимірів Говарда Лавкрафта. Ця історія була адаптована у дуже скороченій формі в анімаційному фільмі Важкий метал, де Дена озвучив Джон Кенді в жартівливій інтерпретації персонажа, який Корбен вважав чудовим.
Співпраця Корбена різноманітна, починаючи від Rip in Time з Брюсом Джонсом, до Гарлана Еллісона для Vic and Blood, до титулів Світ мутантів, Джеремі Бруд і Тисяча й одна ніч з Яном Стрнадом.
З 1986 по 1994 рік Корбен керував власним видавництвом Fantagor Press. Серед назв, опублікованих Fantagor, були Ден, Денова Сага, Жах у пітьмі, Розрив у часі і Син світу мутантів. Fantagor припинив свою діяльність після скорочення індустрії коміксів у 1994 році.
Через сексуальний характер мистецтва Корбена його звинуватили в порнографічності, з чим він сам не погоджується, вважаючи за краще називати свою роботу «чуттєвою». Одним із сумнозвісних прикладів було інтерв'ю, яке він дав редактору Heavy Metal Бреду Бальфуру в 1981 році. Корбен був дуже незадоволений інтерв'ю. Він відчував, що це зображувало його як «дріб'язкового, дитячого, прикордонного психотика». Він написав лист у відповідь, який був опублікований у номері за вересень 1981 року.
Корбен зробив обкладинку альбому Bat Out of Hell Міт Лоуфа, Bad for Good Джима Стейнмана та кіноплакат (заснований на композиційному ескізі Ніла Адамса) для фільму Браяна Де Пальми «Привид раю». Крім того, він створив обкладинку для випуску VHS малобюджетного фільму жахів Привиди.
У 2000 році Корбен співпрацював з Браяном Аззарелло над п'ятьма випусками серії про Пекельного воїна (146—150), яка була зібрана в торгівлі під назвою Hellblazer: Hard Time. Він також адаптував класичну історію жахів «Будинок на кордоні» Вільяма Гоупа Годжсона для журналу Vertigo від DC. У 2001 році Аззарелло та Корбен об'єдналися, щоб створити Дивовижні історії: Прапор (мінісерія Marvel і з чотирьох випусків, що розповідає про стосунки Дока Самсона з Брюсом Беннером) і Marvel MAX Кейдж (мінісерія із п'яти випусків із Люком Кейджем у головній ролі). У червні 2004 року Корбен об'єднався з Гартом Еннісом, щоб спродюсувати Каратель: Кінець, одноразовий фільм для Marvel, опублікований під маркою MAX у рамках серії Кінець. Історія розповідає про останні дні Карателя на землі, спустошеній ядерною війною. Будучи незалежним, Корбен працював з рокером Робом Зомбі та Стівом Найлзом у 2005 році над проектом для IDW Publishing під назвою Bigfoot. У 2007 році для Marvel Comics Корбен випустив два випуски про сюрреалістичного демона-байкера Примарного вершника. Також він створив мінісерю Жахливий привид, що адаптує класичні твори жахів до коміксів. Перша міні-серія, опублікована у 2006 році, була заснований на оповіданнях Едгара Аллана По, а друга у 2008 році адаптований за творами Говарда Лавкрафта. Між 2008 і 2009 роками він проілюстрував фрагменти спогадів у «Конана з Кіммерії» №1–7, зібраному як «Конан, том 7: Кіммерія». У 2009 році для коміксів Marvel MAX він проілюстрував «Вбивцю Старра». Відтоді Корбен зробив більше для Marvel, DC, IDW і особливо Dark Horse, зокрема, намалював Геллбоя, відзначеного премією Айснера.
У травні 2020 року Parallax Studio оголосила про попереднє виробництво анімаційного фільму MEAD (початкова назва «To Meet the Faces You Meet»), заснованого на коміксі «Лихоманні мрії», проілюстрованому Корбеном і написаному Яном Стрнадом. У фільмі зіграли Роберт Пікардо та Семюел Гант, а голоси озвучили Паттон Освальт і Патрік Варбертон. Прем'єра MEAD відбулася на Каннському кінофестивалі 22 травня 2022 року, а 9 серпня 2022 року вийде для трансляції в Північній Америці.

## Особисте життя
Дружину Корбена звуть Мадонна «Дона» (уроджена Маршан). Пані Корбен була технікинею зі спецефектів/анімації для її фільму, який отримав нагороду «Зігфрід рятує Метрополіс» на конкурсі, спонсорованому журналом Famous Monsters of Filmland у 1964 році (див. випуски № 34 і 35). Незабаром після цього в 1965 році вони одружилися. У них народилася донька Бет, яка малювала акварелі та часто розфарбовувала комікси свого батька.
Корбен помер 2 грудня 2020 року після операції на серці. Йому було 80 років.

## Нагороди
Робота Корбена над коміксами та анімацією принесла йому визнання, в тому числі нагороду Shazam за видатний новий талант у 1971 році та нагороду Shazam за найвищі досягнення окремої особи у 1973 році. У 1973 році Корбен отримав премію Гете як «Улюблений хужожник фанатів». Він також отримав «Золотого орла» CINE та трофей Президента Японського культурного товариства у 1968 році за короткометражний фільм «Ніде».
Працюючи над антологіями Воррена, він отримав численні нагороди Воррена: 1973 року — найкращий художник/письменник і спеціальна нагорода за «Досконалість», 1976 — найкраще мистецтво за «У тобі, без тебе» (Eerie № 77) і найкраща обкладинка (також для Eerie № 77) і 1978 року як найкращий виконавець обкладинок.
У 2009 році Корбен виграв нагороду Ейснера «Кращий кінцевий серіал/обмежений серіал» за «Геллбой: Крива людина», а в 2011 році він виграв нагороду Ейснера «Кращий одиничний випуск (або один кадр)» за «Геллбой: Подвійна функція зла». Нарешті, у 2012 році його обрали до Зали слави премії Вілла Айснера.
У 2015 році Корбен був включений до Зали слави премії Ghastly Awards. Його попередні нагороди Ghastly Awards включають «Найкращий художник» у 2013 році та «Найкращий односерійний комікс» за адаптацію «Темної конячки» По… «Хробак-завойовник» Едгара По у 2012 році, «Едгар По: Ворон і Червона смерть» у 2013 році та «Морелла і вбивства на вулиці Морг» у 2014 році.
У січні 2018 року він виграв престижний Гран-прі в Ангулемі та став президентом фестивалю 2019 року. Починаючи з фестивалю 2019 року в січні, колекція з 250 експонатів його оригінальних творів мистецтва була виставлена в Музеї Ангулема, виставка закінчилася 10 березня 2019 року.

### Інтерв'ю
- Інтерв'ю Річарда Корбена пт. 1
- Інтерв'ю Річарда Корбена пт. 2
- Інтерв'ю Річарда Корбена пт. 3
- Лист-відповідь Річарда Корбена